# حزب تیسا
برای دیگر کاربردها تیسا (ابهام‌زدایی) را ببینید.
حزب احترام و آزادی (مجاری: Tisztelet és Szabadság Párt) که معمولاً به عنوان حزب تیسا (مجاری: Tisza Párt) شناخته می‌شود، یک حزب سیاسی پوپولیست در مجارستان است که در سال ۲۰۲۰ تأسیس شد. این حزب با پیوستن پتر مادیار، عضو سابق حزب فیدس، به سرعت به شهرت رسید. در ۹ ژوئن ۲۰۲۴، این حزب ۷ کرسی در پارلمان اروپا به دست آورد.

## تاریخچه

### تشکیل و نام
این حزب در ۲۳ اکتبر ۲۰۲۰ توسط آتیلا سابو و بولدیژار دئاک تأسیس شد و قصد داشت در انتخابات آتی سال ۲۰۲۲ شرکت کند. این حزب بودجه دولتی را رد کرد و در عوض به کمک‌های مالی و ثروت شخصی اعضای خود تکیه کرد. در حالی که ۲۲۲۰۰۰ فورینت جمع‌آوری کرد، حزب نتوانست در انتخابات آن سال شرکت کند.
نام تیسا از ترکیب حروف اول احترام (مجاری: Tisztelet) و آزادی (مجاری: Szabadság) ساخته شده است که نام دومین رودخانه بزرگ مجارستان را تشکیل می‌دهد. این نام به عنوان یک موتیف در مبارزات انتخاباتی حزب استفاده می‌شود و رهبر فعلی حزب، مادیار، اغلب به آن اشاره می‌کند؛ شعار محبوب او در تجمعاتش «سیل تیسا در راه است!» بوده است.

### حضور پتر مادیار
این حزب تا سال ۲۰۲۴ نسبتاً غیرفعال ماند. پتر مادیار، سیاستمدار سابق فیدس و همسر سابق وزیر دادگستری سابق، یودیت وارگا، پس از یک رسوایی که در آن رئیس‌جمهور وقت کاتالین نواک مردی را که سعی در لاپوشانی جنایات کودک‌آزاری داشت، عفو کرد، وارد صحنه سیاسی شد. وارگا، به عنوان وزیر دادگستری، نیز مجبور به امضای عفونامه‌ها شد و بنابراین در این رسوایی همدست بود. مادیار اولین اعتراض خود را در ۱۵ مارس، سالگرد آغاز انقلاب مجارستان در سال ۱۸۴۸، سازماندهی کرد. رویدادهایی نیز توسط دولت و احزاب مخالف سنتی برگزار شد، اما تظاهرات او بیشترین جمعیت را به خود جلب کرد.
پس از این، مادیار با انتشار فایل صوتی مربوط به پرونده فساد شادل-فولنر که شامل دو مقام ارشد بود، رسوایی دیگری برای دولت ایجاد کرد. در این فایل صوتی، همسر سابقش-وزیر دادگستری وقت-اعتراف کرد که اسناد مربوط به محاکمه به دستور دولت تغییر داده شده است. هنگامی که او این اطلاعات را به هیئت منصفه ارائه می‌داد، جمعیتی حدود هزار نفر در بیرون تجمع کردند و خواستار استعفای دولت شدند.

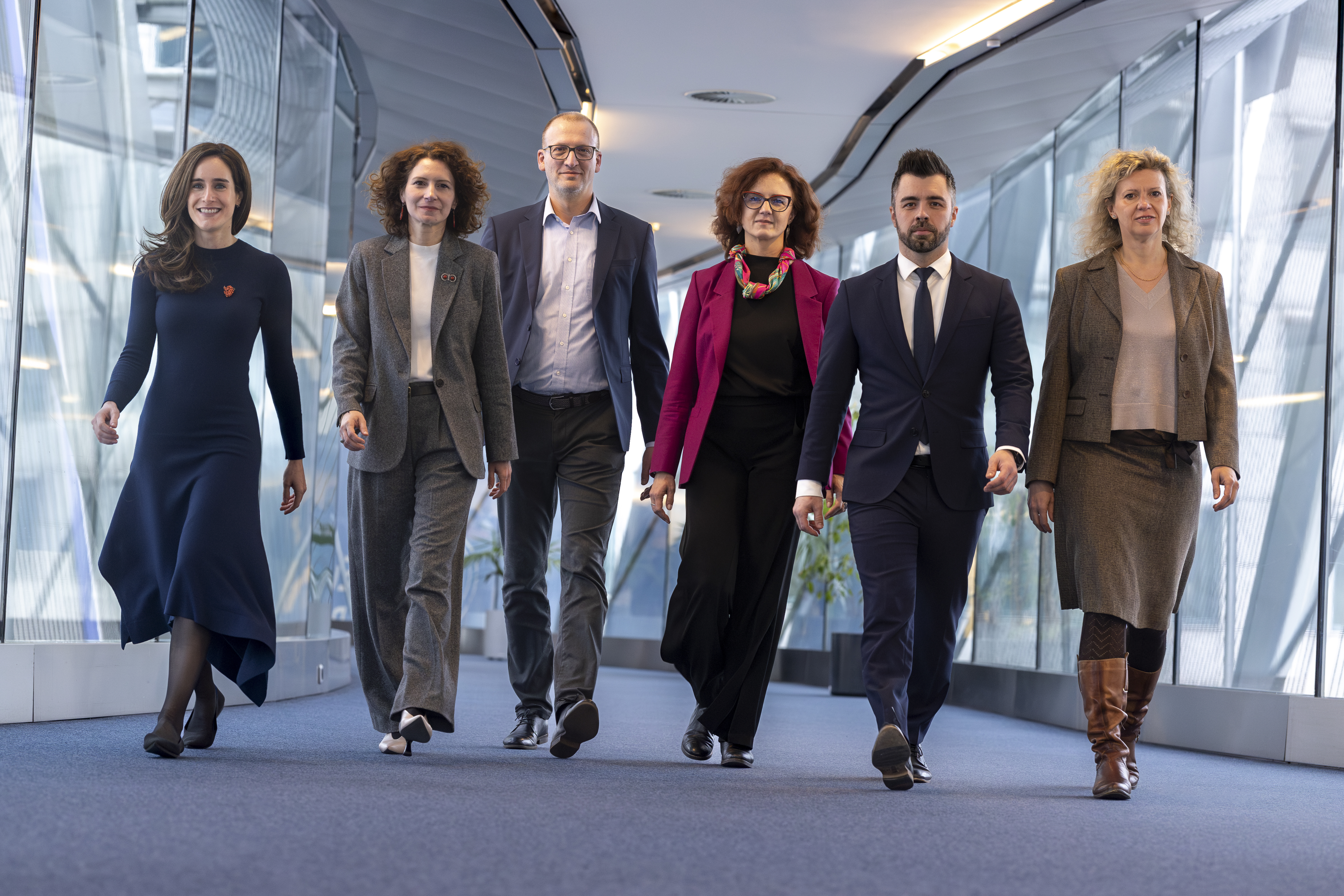
نمایندگان پارلمان اروپا از حزب تیسا (به استثنای مادیار)

در مارس ۲۰۲۴، مادیار اعلام کرد که مایل است در انتخابات پارلمان اروپا در سال ۲۰۲۴ شرکت کند. با این حال، به دلیل مهلت‌های انتخاباتی و فرآیندهای ثبت نام، او نتوانست حزب خود را تشکیل دهد. قبل از اعلام اینکه مادیار به کدام حزب خواهد پیوست، نظرسنجی‌هایی مانند مؤسسه نزوپونت (مجاری: Nézőpont) که همسو با دولت و حزب فیدس است، پیشنهاد کردند که یک لیست به رهبری مادیار می‌تواند چندین کرسی و ۱۳ درصد آرا را به دست آورد. در نهایت، در ماه آوریل اعلام شد که مادیار به تیسا خواهد پیوست. او به عنوان یکی از معاونان حزب و همچنین نامزد اصلی در لیست پارلمان اتحادیه اروپا از تیسا انتخاب شد. این حزب با تقریباً ۳۰ درصد آرا و ۷ کرسی در جایگاه دوم قرار گرفت. این عملکرد توسط رسانه‌ها به عنوان چالشی برای حزب حاکم فیدس به رهبری ویکتور اوربان توصیف شد. مادیار در ابتدا کرسی خود را تصاحب نکرد و گفته بود که در طول مبارزات انتخاباتی نیز این کار را نخواهد کرد. او تصمیم گرفت این موضوع را در وب‌سایت حزب به رأی بگذارد: بیش از ۷۵ درصد به نفع کسب کرسی توسط او رأی دادند و به این ترتیب او یکی از ۷ نماینده تیسا در پارلمان اروپا شد.
در ژوئیه ۲۰۲۴، مادیار رهبری حزب را از آتیلا سابو، بنیان‌گذار حزب، به عهده گرفت و عنوان «رئیس افتخاری» به سابو داده شد.

#### حمایت مردمی
پس از نتایج پارلمان اروپا، تیسا شروع به ایجاد عضویت و پایگاه محلی کرد، زیرا این حزب قبل از مشارکت مادیار موفقیت چندانی نداشت. به منظور ایجاد پایگاهی در سراسر کشور و توانایی رقابت مؤثر در حوزه‌های انتخابیه روستایی بیشتر در انتخابات ۲۰۲۶ مجارستان، این حزب «جزایر تیسا»، شبکه‌ای از حامیان محلی و نامزدهای بالقوه را تأسیس کرد. تا ژانویه ۲۰۲۵، تجزیه و تحلیل رسانه‌های اجتماعی نشان داد که ۲۰۸ «جزیره» با بیش از ۲۰۰۰۰ عضو در مجموع وجود دارد.
علاوه بر این، مادیار نمایش‌های مطبوعاتی مانند پیاده‌روی در سراسر کشور با هوادارانشان انجام دادند.
در ژوئیه ۲۰۲۵، تیسا روزنامه «تیستا هنگ» (مجاری: Tiszta Hang، ت.ت. 'صدای واضح') را منتشر کرد که به گفتهٔ حزب، روزنامه‌ای بود که توسط داوطلبان توزیع می‌شد تا به رأی‌دهندگان روستایی دسترسی پیدا کند. اولین نسخه‌ها که تقریباً یک میلیون نسخه از آن چاپ شده بود، از ۸ تا ۱۰ اوت توزیع شد.

#### صدای ملت
در مارس ۲۰۲۵، مادیار اعلام کرد که یک پرسشنامه غیررسمی «رفراندوم» راه‌اندازی خواهد کرد و از مردم ۱۳ (۱۲+۱) سؤال می‌پرسد. این پرسشنامه را می‌توان به صورت آنلاین یا حضوری پر کرد و سیاست حزب را مشخص خواهد کرد.
| شماره   | سؤال | نتیجه | نتیجه |      |     |
| شماره   | سؤال | بله % | خیر % |      |     |
| ------- | --- | ----- | --- | ---- | --- |
| شماره   | سؤال | ۱     | آیا با معرفی کارت بازنشستگی SZÉP با حداکثر ارزش سالانه ۲۰۰ هزار فورینت که می‌توان از آن برای غذا، دارو و مراقبت‌های بهداشتی استفاده کرد، موافق هستید؟ | ۹۲٫۳ | ۷٫۷ |
| ۲       | آیا با کاهش نرخ مالیات بر ارزش افزودهٔ داروها به صفر درصد موافقید؟ | ۹۲٫۵  | ۷٫۵ |      |     |
| ۳       | آیا موافقید که دولت نباید از منابع بودجه برای حمایت از سرمایه‌گذاری‌های خصوصی در حوزه سلامت استفاده کند و باید سالانه حداقل ۵۰۰ میلیارد فورینت منابع اضافی برای توسعه سیستم سلامت دولتی فراهم کند؟ | ۹۸٫۳  | ۱٫۷ |      |     |
| ۴       | آیا با صرف ثروت ملی بازیابی شده در آموزش، بهداشت و توسعه روستایی موافقید؟ | ۹۹٫۳  | ۰٫۷ |      |     |
| ۵       | آیا موافقید که نرخ مالیات بر ارزش افزوده برای غذاهای سالم حداکثر ۵ درصد باشد؟ | ۹۸٫۴  | ۱٫۶ |      |     |
| ۶       | آیا با کاهش عمومی مالیات بر درآمد شخصی به ۹ درصد موافقید؟ | ۸۱٫۹  | ۱۸٫۱ |      |     |
| ۷       | آیا با بازگشت سیستم مالیاتی کاتا (سیستمی که در آن صاحبان مشاغل می‌توانند به جای چندین مالیات، یک مالیات ساده‌شده بپردازند) در مناطق سابق موافق هستید؟                                              | ۹۰٫۷  | ۹٫۳ |      |     |
| ۸       | آیا با اعمال مالیات اضافی بر دارایی‌های بالای ۵ میلیارد فورینت موافقید؟ | ۹۶٫۱  | ۳٫۹ |      |     |
| ۹       | آیا با عضویت مجارستان در اتحادیه اروپا و ناتو موافق هستید؟ | ۹۸٫۷  | ۱٫۳ |      |     |
| ۱۰      | آیا موافقید که یک نخست‌وزیر فقط باید بتواند دو دوره، حداکثر ۸ سال، در این سمت باشد؟ | ۹۶٫۵  | ۳٫۵ |      |     |
| ۱۱      | آیا موافقید که دولت‌های محلی باید قدرت، نهادها و منابع خود را در زمینه‌های آموزش، مراقبت‌های بهداشتی و خدمات اجتماعی بازپس بگیرند؟                                                                  | ۹۸٫۸  | ۱٫۲ |      |     |
| ۱۲      | آیا موافقید که حقوق نخست‌وزیر حداکثر ۲٫۵ میلیون فورینت باشد و درآمد نمایندگان مجلس به نصف کاهش یابد؟                                                                                              | ۹۲٫۱  | ۷٫۹ |      |     |
| ۱۳ (+۱) | آیا از عضویت اوکراین در اتحادیه اروپا حمایت می‌کنید؟ | ۵۸٫۲  | ۴۱٫۸ |      |     |

#### کنفرانس نادی‌کانیژا ۲۰۲۵
در ۱۲ ژوئیه، حزب دومین کنگره خود را در نادی‌کانیژا برگزار کرد. این رویداد با حضور چندین هزار نفر برگزار شد.
در طول سخنرانی مادیار در کنگره، او برنامه‌های خود را برای پیروزی تیسا در انتخابات ۲۰۲۶ تشریح کرد و گفت که آنها باید فوراً برای شروع مجدد کشور با شعار «تغییر سیستم، مسالمت‌آمیز، مسئولانه» اقدام کنند. مادیار این طرح را «معامله جدید مجارستان» نامید، و این عمدتاً بر این متمرکز بود که آن‌ها پولی را که او استدلال می‌کند می‌توانند از اتحادیهٔ اروپا پس بگیرند، روی چه چیزی سرمایه‌گذاری خواهند کرد. بخش عمده‌ای از سیاستی که بر اساس آن بنا شده بود، در پرسشنامه «صدای ملت» به رأی گذاشته شد.
مادیار همچنین اعلام کرد که این حزب رویدادهای بیشتری را در روستاها برگزار خواهد کرد، زیرا تیسا در آنجا قدرت کمتری دارد. او گفت که ظرف ۸۰ روز به سراسر کشور سفر خواهد کرد و تا انتخابات سال آینده تورهای زیادی برگزار خواهد کرد.
چند روز پس از کنفرانس، در ۱۴ ژوئیه، بی‌بی‌سی گزارش داد که تیسا حدود دو میلیون هوادار دارد که با بدنهٔ اصلی حامیان وفادار تقریباً هم‌اندازهٔ فیدس رقابت می‌کند.

## ایدئولوژی و سیاست
پیش از مادیار، تیسا یک حزب محافظه‌کار کوچک بود، که خود را «عاری از ایدئولوژی» تعریف می‌کرد.
حزب تیسا در دوران مادیار به یک حزب سیاسی راست میانه و عضوی از گروه حزب مردم اروپا تبدیل شده است. تیسا تحت تسلط مادیار به گونه‌های مختلف به عنوان چتر «حزب میانه‌رو ضد تشکیلات»، محافظه‌کار، «محافظه‌کار-لیبرال»، یا به عنوان محافظه‌کار ملی توصیف شده است. با این حال، این حزب از اتخاذ مواضع ایدئولوژیک روشن برای جلب نظر گسترده‌ترین ائتلاف انتخاباتی ممکن اجتناب کرده است.

### دموکراسی
مادیار خواستار آن شده است که ریاست جمهوری مجارستان به یک مقام منتخب مستقیم تبدیل شود. او همچنین متعهد شده است که مزایای روسای جمهور سابق را لغو کند.
یکی از سیاست‌های دیرینهٔ تیسا، که مورد حمایت مادیار نیز هست، اعمال محدودیت در دوره‌های تصدی مقامات منتخب است، و این حزب پیشنهاد برگزاری همه‌پرسی برای محدود کردن نخست‌وزیر به حداکثر ۲ دوره (۸ سال) را داده است.

### اقتصاد و خدمات عمومی
مادیار اعلام کرده است که اولویت اصلی دولت تیسا، بازیابی ۲۰ میلیارد یورو از بودجه اتحادیه اروپا خواهد بود که کمیسیون اتحادیه اروپا به دلیل نقض قوانین اتحادیه اروپا توسط دولت تحت رهبری فیدس، توقیف کرده است. او قصد دارد از این بودجه برای «راه اندازی مجدد» اقتصاد و کمک به مشاغل کوچک‌تر استفاده کند.

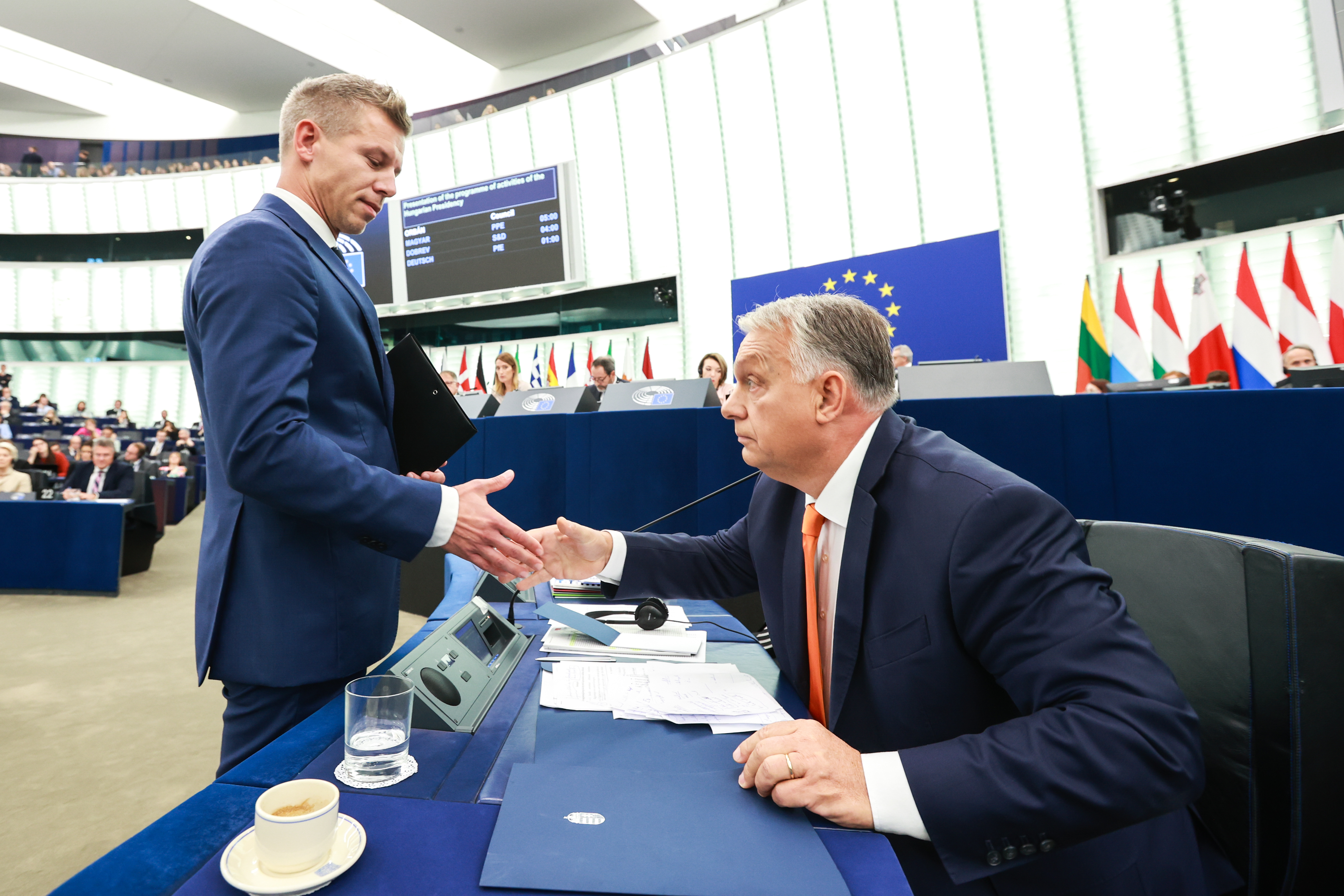
مادیار و اوربان در پارلمان اروپا

این حزب موضع طرفداری از اتحادیه اروپا را دارد. اوربان بدون ارائه مدرکی در این زمینه ادعا کرده است که تیسا «دولت دست نشانده» مورد نظر کمیسیون اروپا برای جانشینی دولت فیدس است. فیدس همچنین به اطلاعات دولتی روسیه اشاره کرده است که ادعا می‌کند کمیسیون اروپا مایل است مادیار و تیسا را به قدرت برساند، که مادیار آن را به عنوان دخالت روسیه در انتخابات محکوم کرده است.
تیسا از موضع دولت فیدس در مخالفت با ارسال سلاح یا نیرو برای حمایت از اوکراین پس از حمله روسیه حمایت می‌کند. این حزب همچنین با تسریع روند الحاق اوکراین به اتحادیه اروپا مخالف است. اوربان تلاش کرده است تا این حزب را طرفدار اوکراین جلوه دهد، از جمله اتهاماتی از سوی دولت مبنی بر اینکه اوکراین از مادیار برای تضعیف آنها استفاده می‌کند؛ با این حال، هیچ مدرکی برای تأیید چنین ادعاهایی ارائه نشده است.
تیسا از مقررات سختگیرانه مهاجرتی مشابه مقررات دولت فیدس حمایت می‌کند، اما از دولت فعلی به دلیل آوردن هزاران کارگر مهاجر غیر اتحادیه اروپا به کشور انتقاد کرده است.

### مسائل اجتماعی
این حزب به‌طور گسترده از صحبت کردن یا اظهار نظر در مورد مسائل اجتماعی خاص فاصله گرفته است. حزب مادیار از درگیر شدن در مسائل «جنگ فرهنگی» خودداری کرده و گفته است که صحبت کردن در مورد آن به معنای افتادن در دام «تبلیغات دولتی» است. این حزب همچنین در مورد رژه افتخار ۲۰۲۵ بوداپست محتاط بود و تا روز رویداد، واکنشی به این رویداد یا ممنوعیت آن نشان نداد، تا اینکه مادیار ادعا کرد که این رویداد نشان می‌دهد که اوربان محبوبیت خود را از دست داده است.

## حملات علیه حزب
این حزب ادعا کرده است که قربانی حملات و اتهامات چندین چهره و سازمان شده است که اغلب با دولت فیدس مرتبط هستند.

### هدف قرار دادن مادیار
در مه ۲۰۲۵، آیین‌نامه جدیدی تصویب شد که قوانین مربوط به اعلام دارایی‌ها را تغییر داد، که به‌طور گسترده به عنوان هدف قرار دادن مادیار و احتمالاً حذف مأموریت او به عنوان نماینده پارلمان اروپا در نظر گرفته می‌شد. در نتیجه، مادیار و سایر نمایندگان پارلمان اروپا دارایی‌های خود را علنی کردند.
در ژوئن ۲۰۲۵، پس از چندین پرونده پیگرد قانونی علیه مادیار، از جمله پرونده‌های افترا که توسط نمایندگان مجلس (یکی از حزب فیدس و دیگری از جنبش میهن ما مجاری: Mi Hazánk Mozgalom) مطرح شده بود، درخواست تعلیق مصونیت قضایی او به عنوان نماینده پارلمان اروپا مطرح شد. مادیار ادعا کرد که اگر دولت مجارستان عضو دادستانی سراسری اروپا شود، از مصونیت قضایی خود صرف نظر خواهد کرد.

### هدف قرار دادن کل حزب
در طول پرسشنامه «صدای ملت»، گزارش‌های متعددی مبنی بر حمله به فعالان تیسا که در دکه‌های عمومی کار می‌کردند، وجود داشت که این حزب ادعا کرد توسط نخست‌وزیر اوربان تحریک شده است. مادیار همچنین ادعا کرد که فیدس با لباس فعالان تیسا، به چهره‌های حزب خود حمله خواهد کرد.
مادیار ادعا کرد که حزب حقوق اقلیت‌های مجارستانی در رومانی (مجاری: Romániai Magyar Demokrata Szövetség، به اختصار RMDSZ)، به عنوان جاسوس برای فیدس در فراکسیون حزب مردم اروپا در پارلمان اروپا عمل می‌کرد.
این حزب ادعا کرده است که تلاش‌هایی برای اخاذی علیه سیاستمداران مختلف تیسا صورت گرفته است.
در ژوئن ۲۰۲۵، یک پلتفرم داوطلبانه غیررسمی که در دیسکورد میزبانی می‌شد، دچار نقض اطلاعاتی شد که به مطبوعات درز کرد و حدود ۵۰۰ داوطلب را تحت تأثیر قرار داد. این حزب ادعا کرد که این یک «کارزار بدنام‌سازی به سبک روسی» بوده است. سرور دیسکورد پس از این حادثه خاموش شد.

## نتایج انتخابات

### پارلمان اروپا
| انتخابات | رهبر فهرست | آرا       | درصد            | صندلی‌ها | تغییر نسبت به انتخابات قبلی | گروه پارلمان اروپا      |
| -------- | ---------- | --------- | --------------- | ------- | --------------------------- | ----------------------- |
| ۲۰۲۴     | پتر مادیار | ۱٬۳۵۲٬۶۹۹ | ۲۹٫۶۰٪ (رتبهٔ ۲) | ۷ از ۲۱ | اولین حضور                  | فراکسیون حزب مردم اروپا |

### مجمع عمومی بوداپست
| انتخابات | رهبر فهرست | آرا     | درصد            | صندلی‌ها  | تغییر نسبت به انتخابات قبلی |
| -------- | ---------- | ------- | --------------- | -------- | --------------------------- |
| ۲۰۲۴     | پتر مادیار | ۲۱۶٬۶۰۹ | ۲۷٫۳۴٪ (رتبهٔ ۲) | ۱۰ از ۳۳ | اولین حضور                  |

## رهبری
| شماره | رئیس       | رئیس | تصدی سمت      | ترک سمت       | دوره تصدی       |
| ----- | ---------- | ---- | ------------- | ------------- | --------------- |
| ۱     | آتیلا سابو |      | ۲۳ اکتبر ۲۰۲۰ | ۲۲ ژوئیه ۲۰۲۴ | ۳ سال و ۲۷۳ روز |
| ۲     | پتر مادیار |      | ۲۲ ژوئیه ۲۰۲۴ | متصدی امور    | ۱ سال، ۲۹ روز   |